# Szkoła Łacińska w Malborku
Szkoła Łacińska w Malborku – zabytkowy budynek w Malborku z około 1352 roku pełniący od XVI do 1864 roku funkcję szkoły. Obecnie po nadbudowie Miejskie Centrum Kultury i Edukacji.
Zbudowany w stylu gotyckim około 1352 roku z cegły w linii murów miejskich od strony rzeki Nogat. Początkowo budynek przypuszczalnie posiadał także funkcję obronną wzmacniając odcinek muru miejskiego od strony rzeki. Od XVI wieku gotycki gmach mieścił szkołę. Budynek został przebudowany w 1735 roku. W 1758 roku przeprowadzono kolejny remont oraz rozbudowano szkołę w kierunku wschodnim, nakrywając nowym dachem, co upamiętniła zachowana do XIX wieku tablica umieszczona nad wejściem. Szkoła działała w gmachu do 1864 roku, a następnie przeprowadziła się do nowego budynku. W 1899 roku w czasie pożaru miasta zniszczona została górną część i ocalała jedynie część od strony rzeki. W 1900 roku budynek odbudowano na czterokondygnacyjny magazyn. W czasie walk w styczniu - marcu 1945 roku budynek został poważnie zniszczony przez Armię Czerwoną. Przetrwały jedynie dolne fragmenty murów z XIV wieku. 
W latach 1971–1973 budynek częściowo odbudowano, jednak pozostawiono go w stanie surowym. Od 1977 roku mieścił się tam Młodzieżowy Dom Kultury i magazyn sprzętu wodnego.

W latach 2013–2014 gotycki budynek nadbudowano o nową część wg wyłonionego w konkursie projektu firmy Inwestproj Wojciech Osak z Bydgoszczy, którego realizacja spowodowała krytyczne opinie i nominację do nagrody Makabryła Roku. Koszt nadbudowy wyniósł około 14 mln zł z czego z funduszy Unii Europejskiej pochodziło 8 mln zł, z budżetu miasta około 4 mln, a z Ministerstwa Kultury około 1,5 mln zł. W obiekcie mieści się sala konferencyjna na 100 osób, kawiarnia, skansen rzemiosł średniowiecznych, mediateka, multiCenter, obserwatorium astronomiczne.

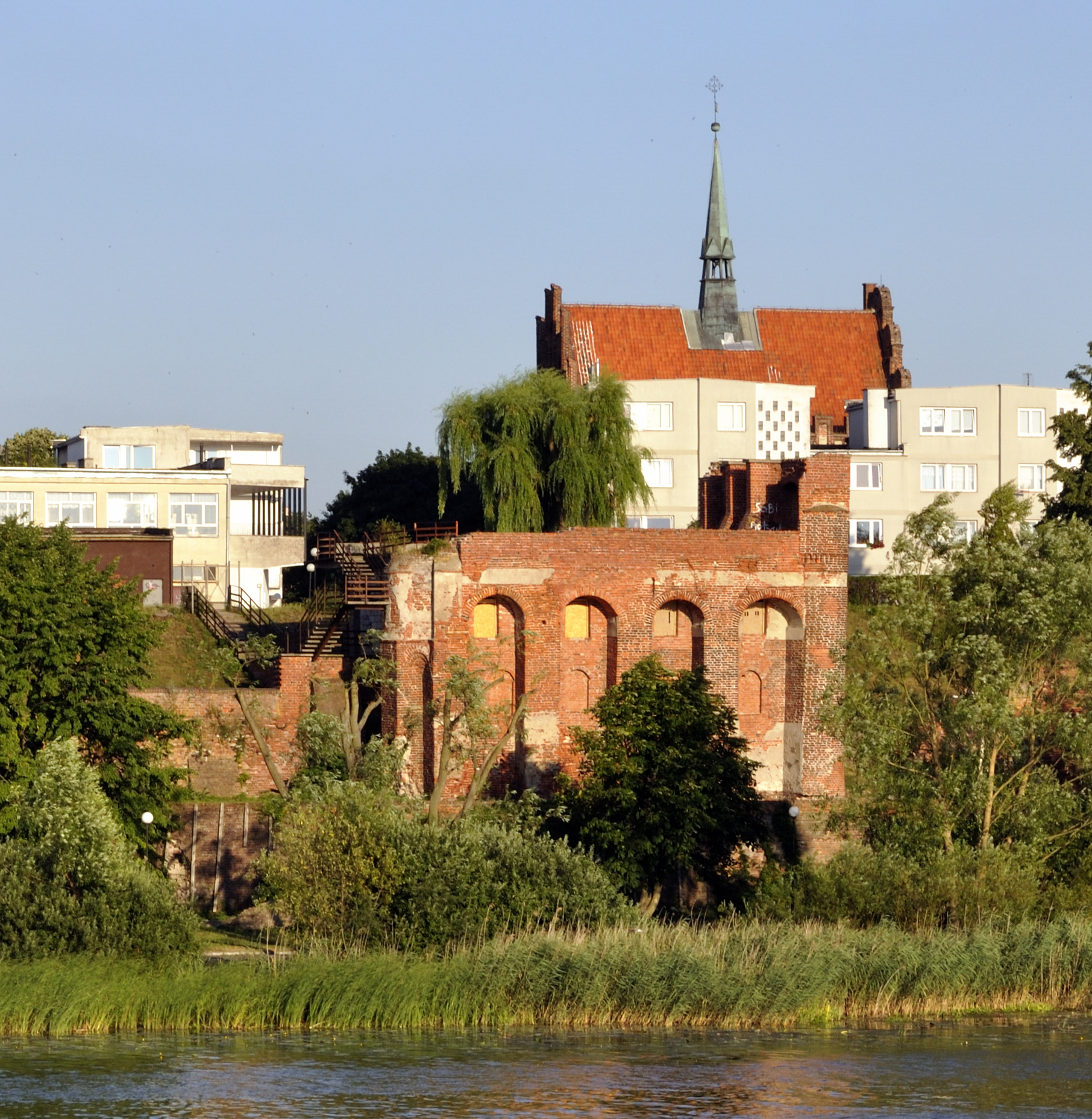
Ruiny Szkoły Łacińskiej od strony rzeki
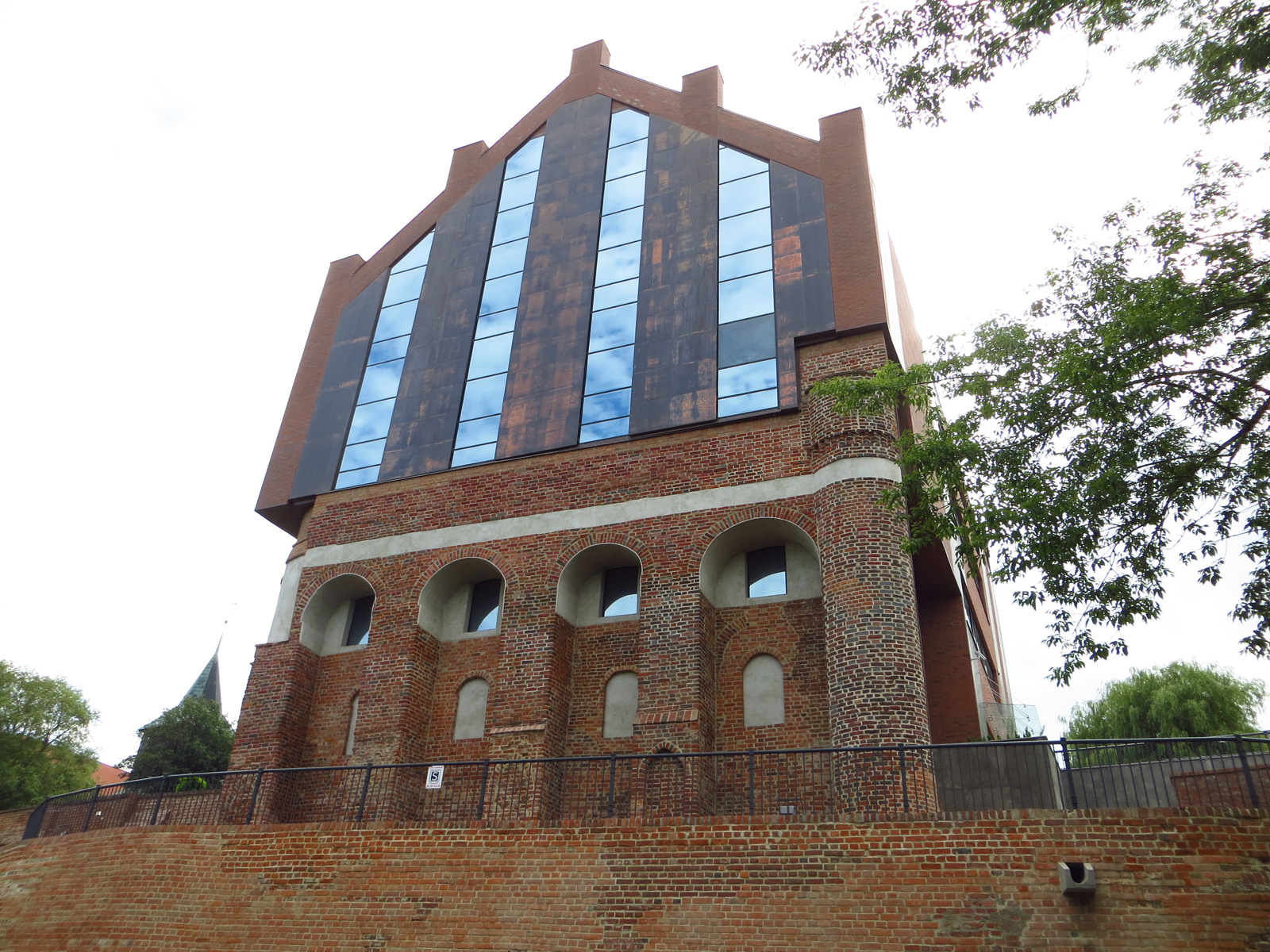
Szkoła Łacińska po nadbudowie
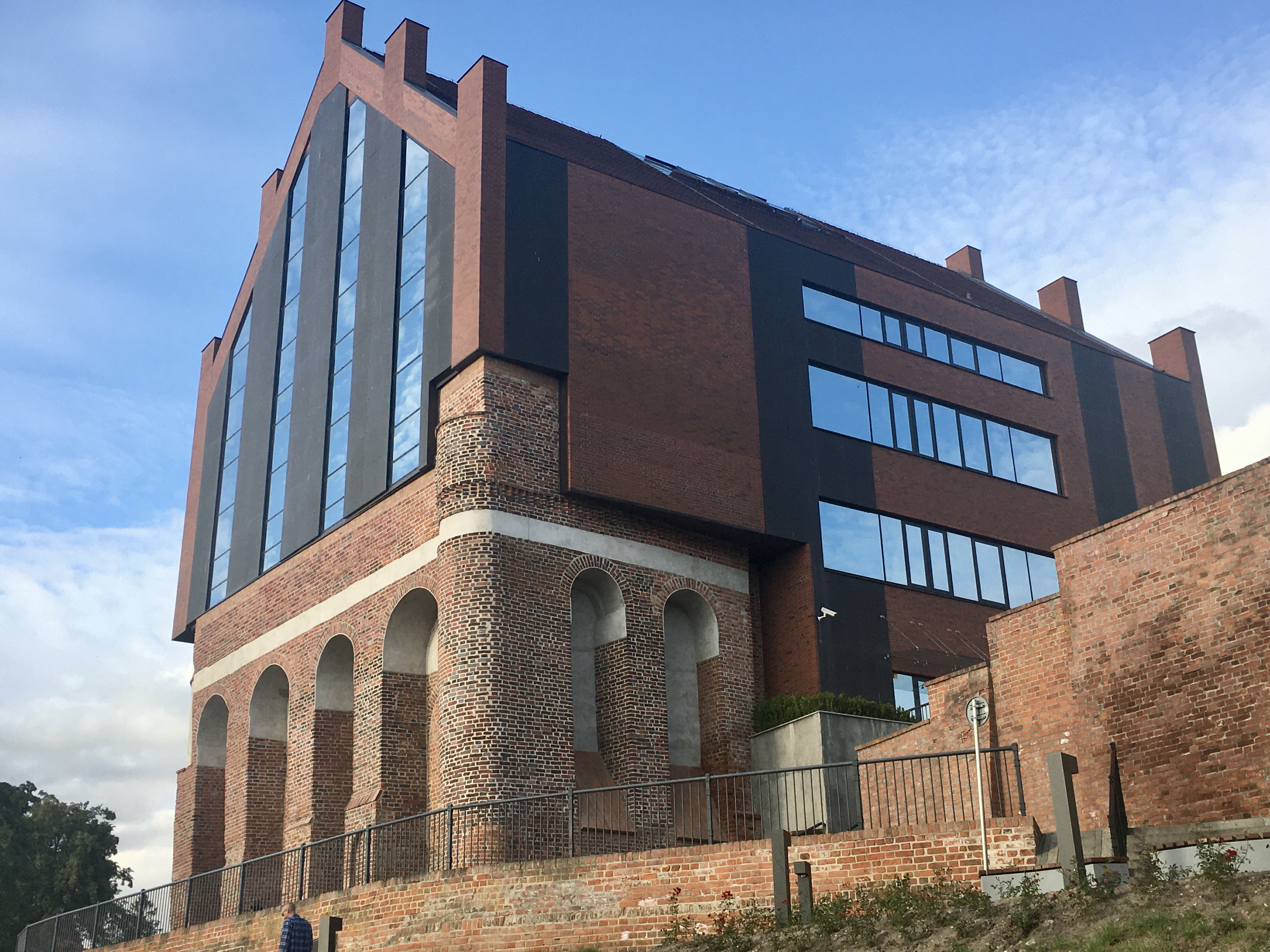
Szkoła Łacińska po nadbudowie
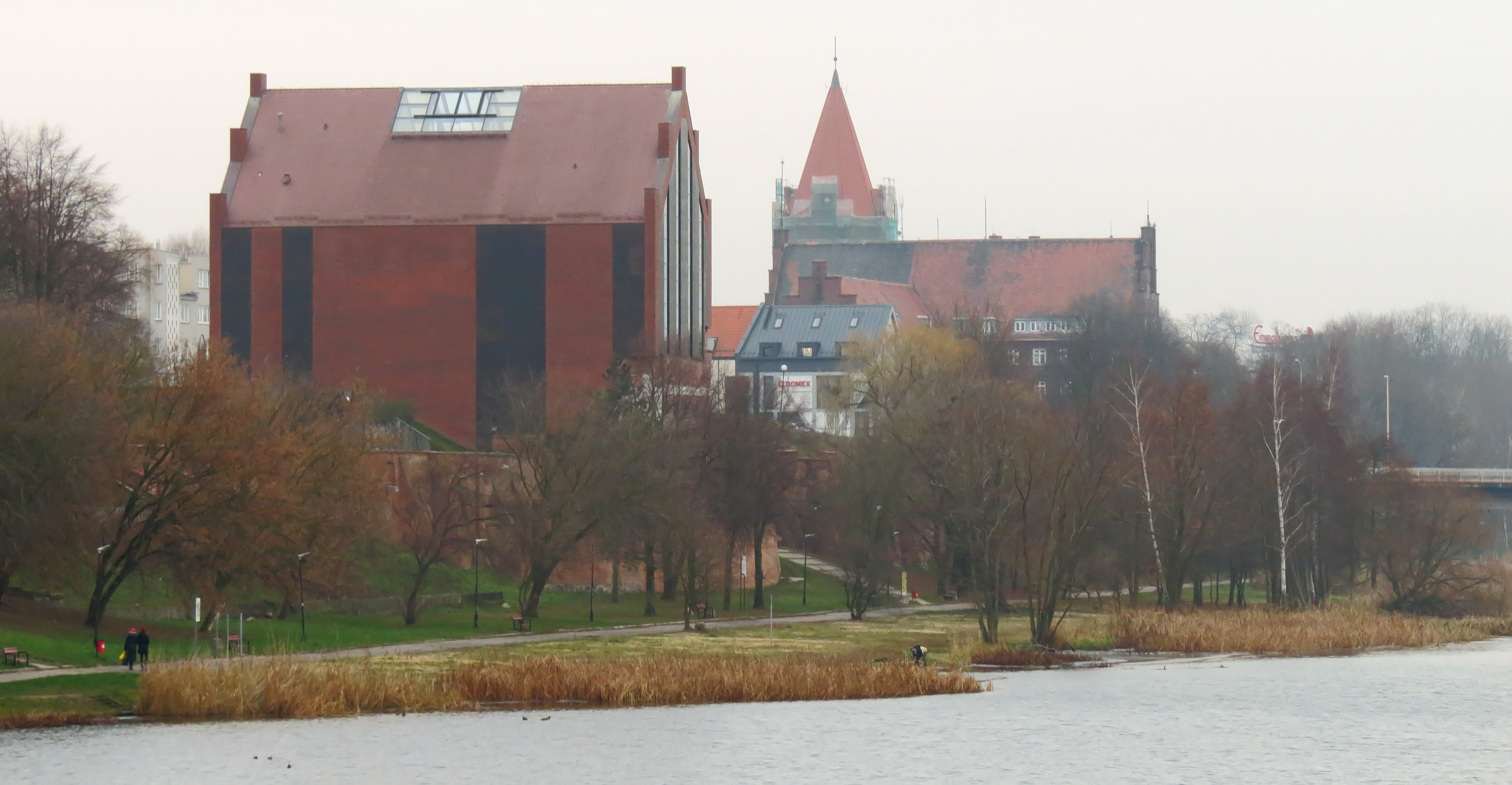
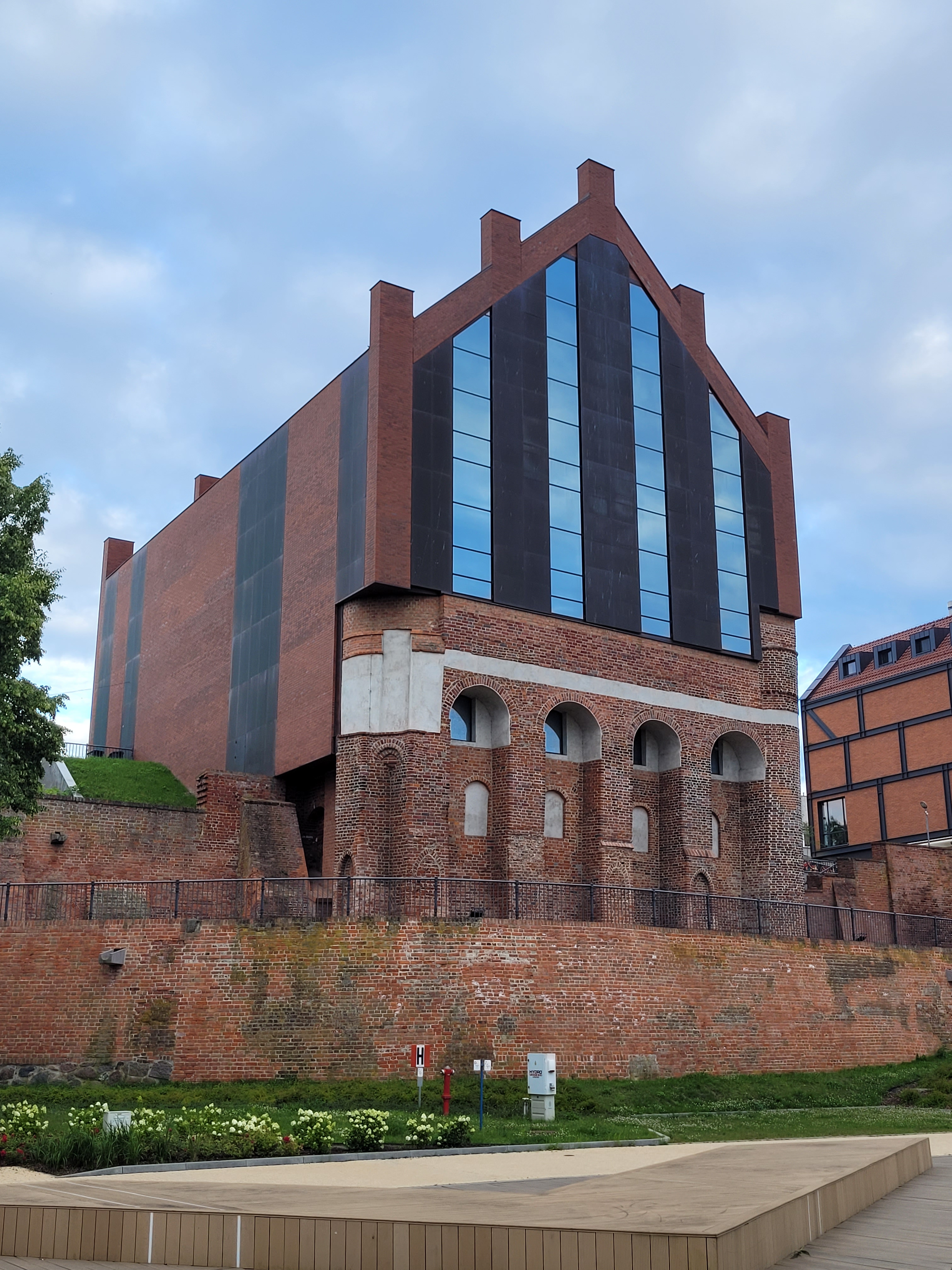